# Улица Палес
Улица Па́лес (латыш. Pāles iela) — улица в Видземском предместье города Риги, в историческом районе Югла. Начинается от пешеходного моста через ручей Страздупите, который соединяет её с улицей Биатлона; пролегает в северо-восточном направлении, заканчивается у развилки улицы и набережной Юглас. В средней части пересекается с улицей Умургас, с другими улицами соединений не имеет.

## История
Улица Палес впервые упоминается в 1935 году под своим нынешним наименованием. Оно дано в честь волостного села Пале в Валмиерском уезде (сегодня — в Лимбажском крае) Латвии.
В годы немецкой оккупации именовалась Sepküllsche Strasse (сообразно историческому немецкому названию усадьбы Пале), других переименований не было.
До 2017 года улица была значительно протяжённее, почти достигая берега озера Юглас; её длина составляла 598 метров. В 2017 году дальняя часть улицы (после перекрёстка с улицей Юглас) была отнесена к новой улице Брайла.

## Транспорт
В настоящее время длина улицы Палес составляет 264 метра. 22-метровый участок в начале улицы, прилегающий к ручью, не имеет покрытия; далее на протяжении 67 метров покрыта гравием; остальная часть улицы асфальтирована. На всём протяжении имеет статус жилой зоны, разрешено движение в обоих направлениях.
Общественный транспорт по улице Палес не курсирует, однако на улице и набережной Юглас есть остановки троллейбуса «Pāles iela».

## Примечательные здания
- Дом № 8 — бывший барак для рабочих хлопчатобумажной мануфактуры, памятник архитектуры конца XIX века[6]. Последний сохранившийся барак из комплекса подобных строений в этом районе (ул. Юглас 13, ул. Умургас 2 — утрачены в XXI веке)[7].

- Дом № 9 — учебный корпус школы № 63, ранее школа № 16 (1964, типовой проект на 1200 учеников).

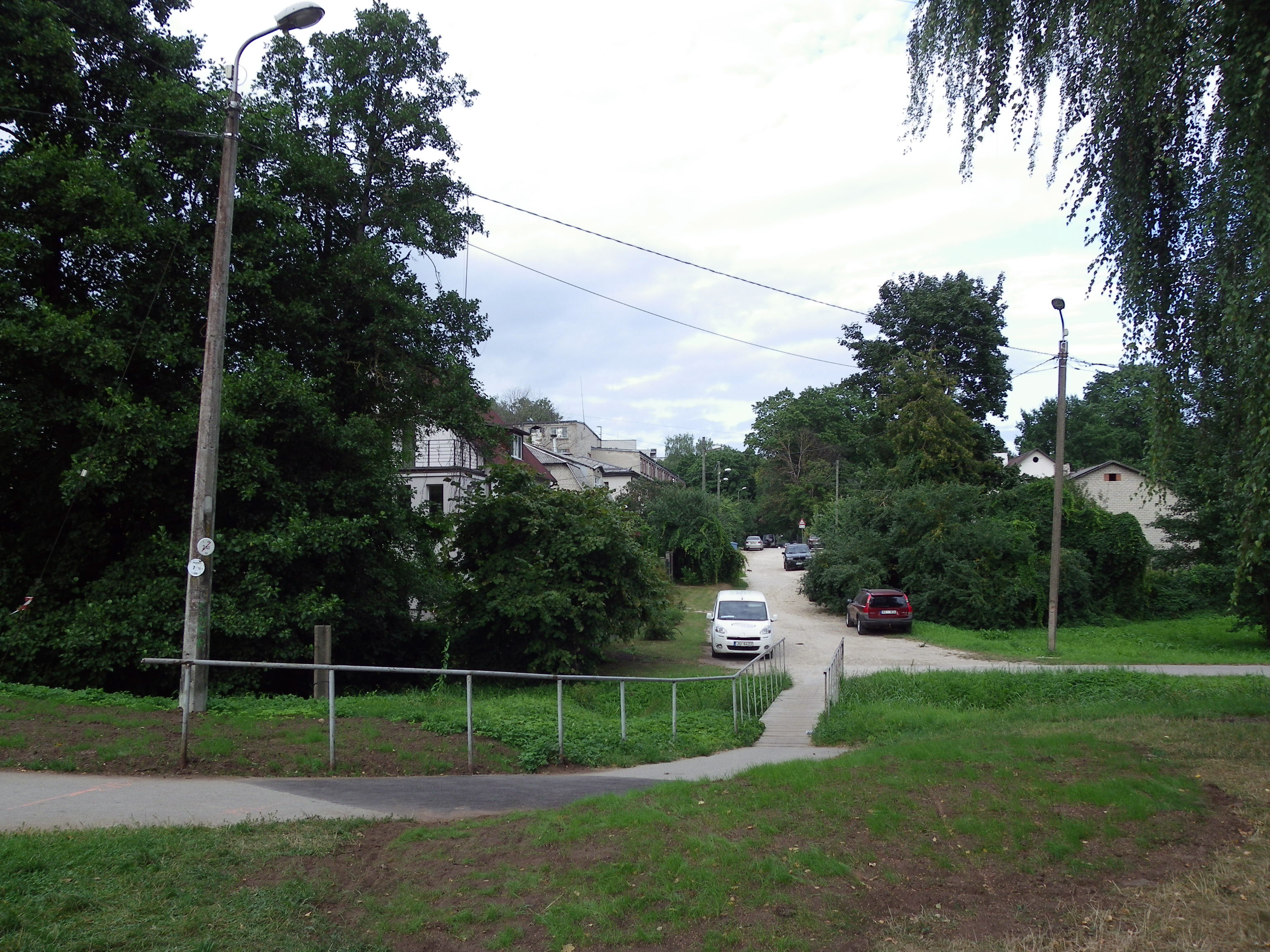
Вид от ручья Страздупите
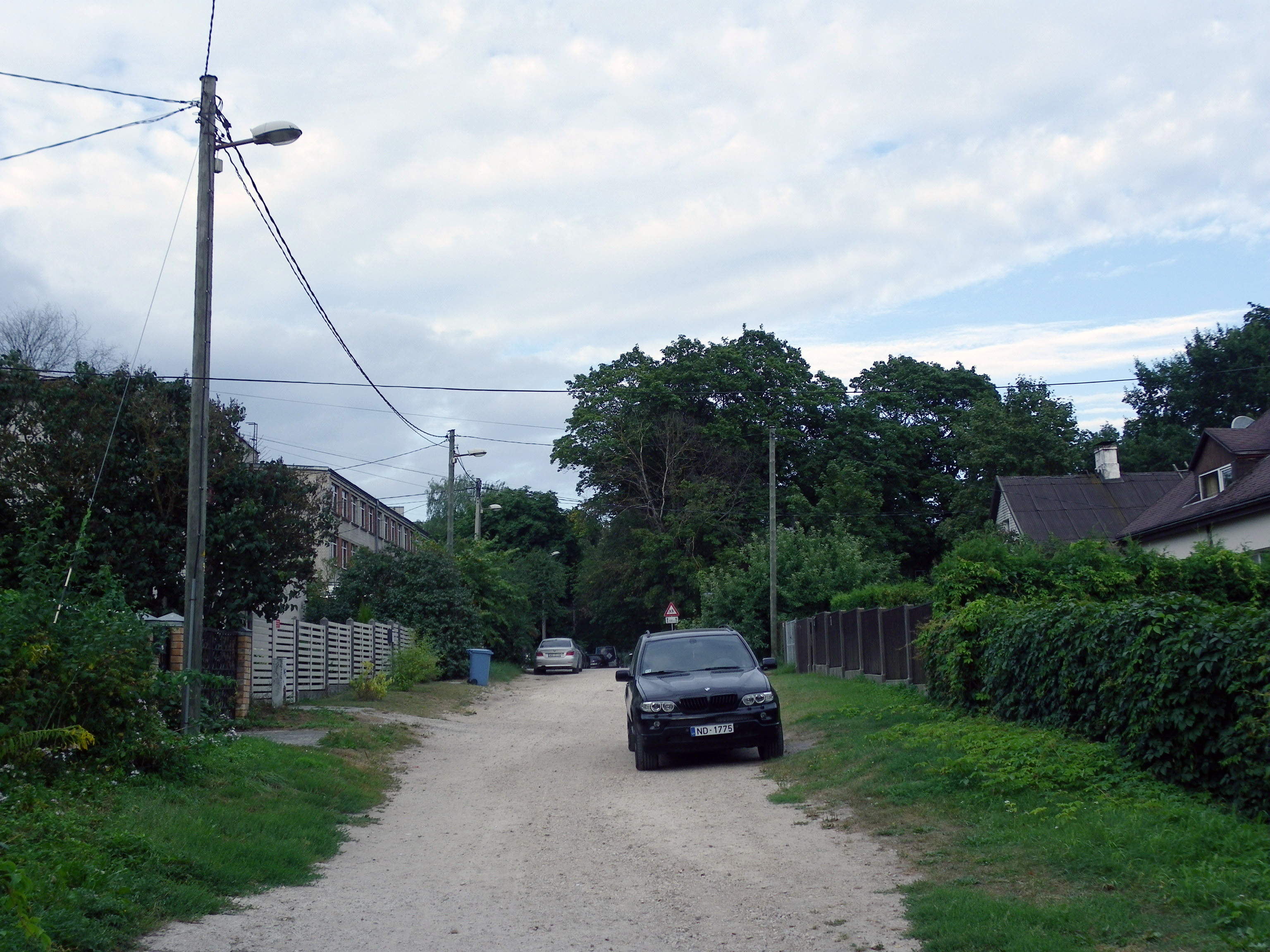
Начало улицы
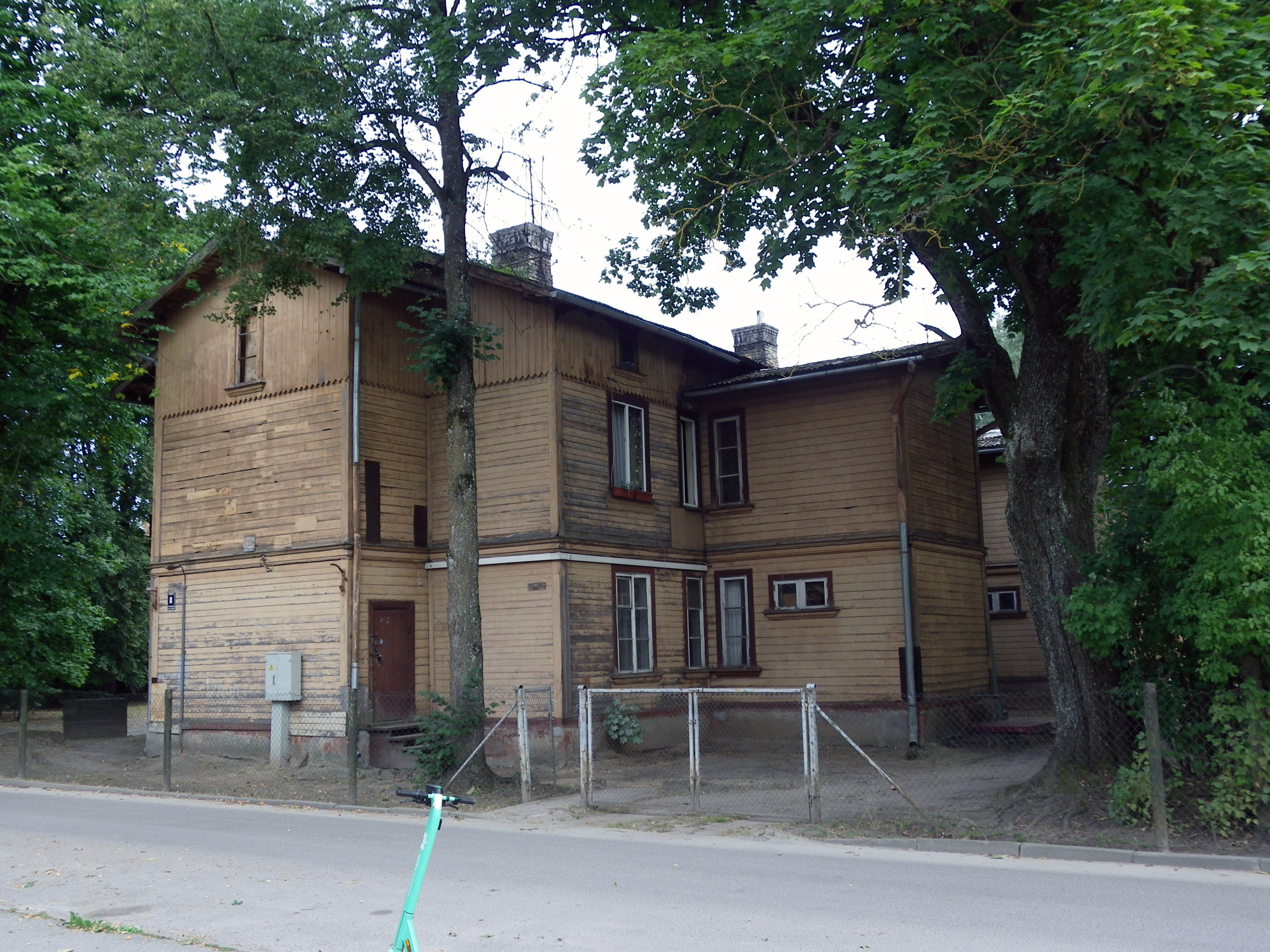
Дом № 8
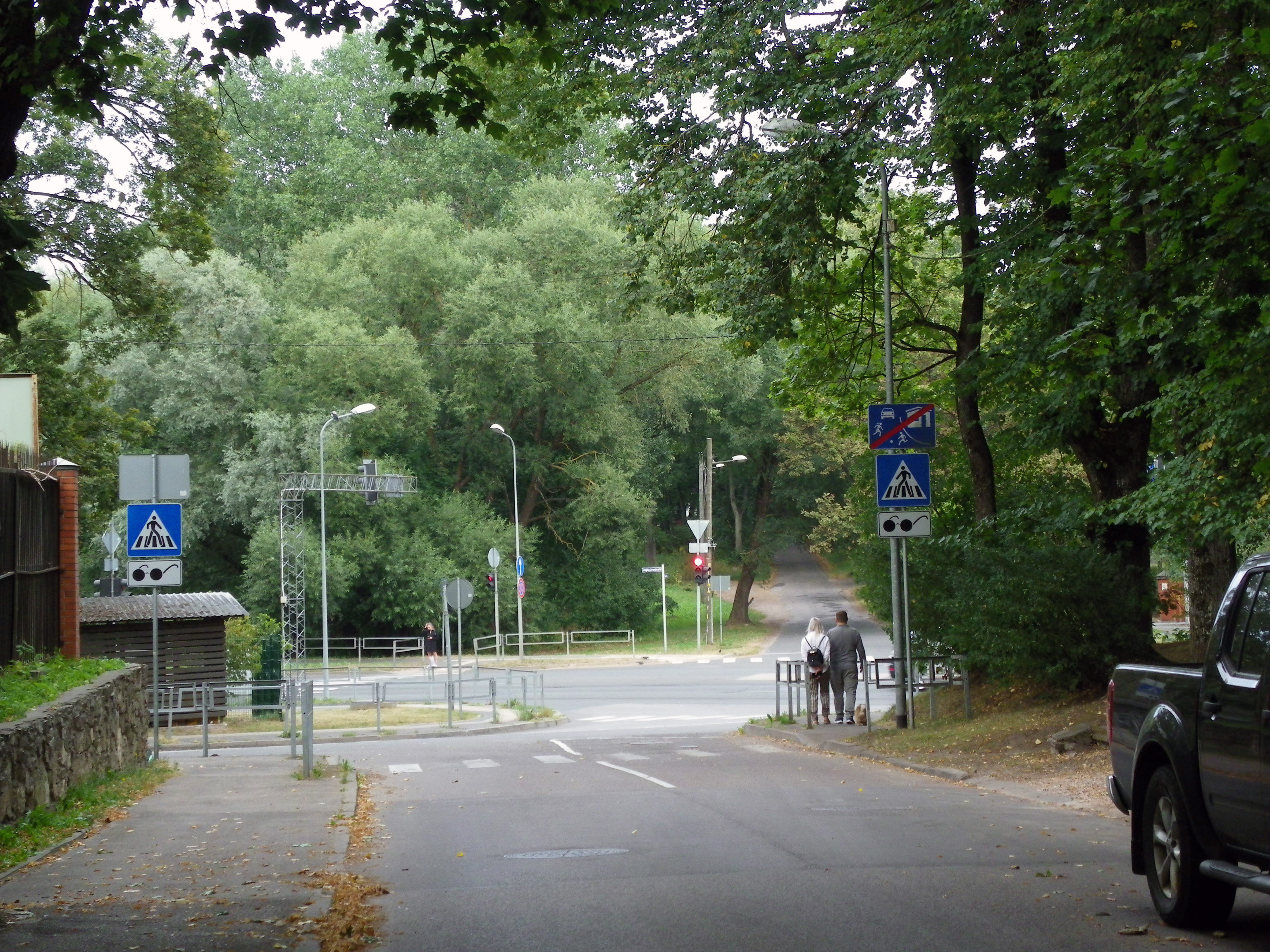
Перекрёсток с улицей Юглас